# Jiří Paroubek
Jiří Paroubek (ur. 21 sierpnia 1952 w Ołomuńcu) – czeski polityk i samorządowiec, deputowany do Izby Poselskiej, w latach 2004–2005 minister rozwoju regionalnego, w latach 2005–2006 premier Czech, od 2006 do 2010 przewodniczący Czeskiej Partii Socjaldemokratycznej (ČSSD).

## Życiorys
Ukończył w 1976 ekonomię w Wyższej Szkole Ekonomicznej w Pradze. Przed 1990 pracował jako ekonomista w kilku przedsiębiorstwach. Od 1992 zajmował się prowadzeniem własnej działalności gospodarczej.
W latach 1970–1986 należał do Czechosłowackiej Partii Socjalistycznej. W 1990 został sekretarzem generalnym na kongresie Czeskiej Partii Socjaldemokratycznej. W latach 1990–1996 był członkiem centralnej władzy wykonawczej ČSSD (ponownie od 2001). W latach 1993–1995 pełnił różne funkcje w regionalnym zarządzie ČSSD w Pradze (od 2001 był przewodniczącym ČSSD w stolicy). W latach 1990–2005 zasiadał w praskiej radzie miasta, w latach 1998–2004 pełnił funkcję zastępcy burmistrza Pragi odpowiedzialnego za sprawy finansowe.
W 2004 został mianowany ministrem ds. rozwoju regionalnego w rządzie Stanislava Grossa. 25 kwietnia 2005 Czeska Partia Socjaldemokratyczna wysunęła jego kandydaturę na stanowisko premiera, tego samego dnia prezydent Václav Klaus powołał go na premiera Czech. Funkcję tę sprawował do momentu powstania centroprawicowego rządu Mirka Topolánka po wyborach 2006, w których uzyskał po raz pierwszy mandat poselski.
Od 2005 był wiceprzewodniczącym, a od 2006 pełnił funkcję przewodniczącego Czeskiej Partii Socjaldemokratycznej. W dniu wyborów parlamentarnych w 2010, gdy ponownie został wybrany na deputowanego do Izby Poselskiej, podał się do dymisji ze stanowiska przewodniczącego partii.
W 2011 założył nową partię polityczną pod nazwą Narodowi Socjaliści – Lewica XXI Wieku. Partia nie odniosła sukcesu wyborczego, Jiří Paroubek w 2014 zrezygnował z jej przewodniczenia. Od 2013 poza parlamentem, powrócił do działalności biznesowej. W 2024 stanął na czele ugrupowania ČSSD